# 川上椋輔
川上 椋輔（かわかみ りょうすけ、1995年8月29日 - ）は、日本の政治家、実業家。元北海道文化放送のアナウンサー。BASE CAMP TESHIKAGA代表。

## 来歴

### 生い立ち
宮城県大崎市で生まれ育つ。小学校6年時の2008年に茨城県つくば市へ転居。中学時代には同市のクラブチーム・つくばFCに所属し、クラブユース選手権で関東大会に出場。茨城県選抜に選出。
中学3年時の2011年に宮城県へ戻り、宮城県古川高等学校に入学、高校在学時には体力テストで3年連続学年1位を獲得していたほどの運動神経の持ち主で、同校サッカー部の主将を務めていた。
2014年に横浜国立大学人間教育科学部学校教育課程に入学。大学在学時にはウィンドサーフィン部に所属した。2015年にはミスター横浜国立大学コンテストに出場し、グランプリを獲得。その後、全国から集まる大学グランプリの中でファイナリストに選ばれ、Zepp東京にて行われたJUNON×MUJ (Mr.University Japan) コンテストに出場した。

### アナウンサー時代
アテネオリンピックでの体操男子団体決勝の実況を見たことをきっかけにアナウンサーに憧れ、また東日本大震災に被災した際に地域に貢献できる職業としてアナウンサーへの思いを強め、当初は宮城県内の放送局を考えるも採用募集がなく地域課題の多い北海道の現状を知りたい思いから北海道の放送局で採用試験を受け、大学卒業後の2018年にフジテレビ系列の北海道文化放送に入社し、同局のアナウンサーになる。入社1年目の9月に北海道胆振東部地震が発生し、液状化現象の起こった北海道札幌市清田区里塚から全国放送で一日中中継を担当。傾いた家の中でガス漏れに遭遇し、その一部始終を中継する。この経験から継続取材を通し、液状化現象と清田区里塚に関するドキュメンタリー番組を制作した。
入社2年目には自転車で北海道内124か所の道の駅をめぐるプロジェクトを任され、1stシーズンとして道央・道南の道の駅46か所 (1,800km) を巡る中で取材を行う。また、同年秋には全日本バレーボール高等学校選手権大会北海道代表決定戦（恵庭南 vs 札幌藻岩）にてスポーツ実況デビューをする。
北海道胆振東部地震などの報道取材の中で、窮状にある人々に話を聞き俯瞰して伝えて終わるだけの立場に苦悩し、提案も交えた課題解決を目指したい思いに至り、2020年新型コロナウイルスにより対人取材が制限されたことをきっかけにUHB退職を決断した。

### 弟子屈町時代
津別町のインターネットテレビ「道東テレビ」代表の立川彰との出会いから「発信と実践の2つの軸を持ちながら地域で活動する」といったスタイルに感銘を受け道東への移住を決め、同年8月28日付けでUHB退社をTwitterで報告、10月より弟子屈町の地域おこし協力隊員に着任し「シティプロモーション活動支援員」として弟子屈町の魅力を動画などを通じ発信しており、YouTubeの弟子屈町公式チャンネルのキャスターや企画運営をはじめ、道東テレビのスタッフとしても活動している。
2022年には合同会社BASE CAMP TESHIKAGAを設立、カフェ・コワーキングスペース「弟子屈JIMBA」や動画配信を含む弟子屈町役場との官民連携事業などを展開する。2024年10月に地域おこし協力隊を退任、弟子屈町役場のYouTubeチャンネルは道内市町村の公式チャンネルでは初の収益化を実現させた。
2024年11月10日投開票の弟子屈町町議会選挙で立候補し得票1位で初当選。

## 出演番組
UHB時代
- UHBニュース
- KEIBAプレミア
- みんテレ - リポーター兼スポーツキャスター
- FNSドキュメンタリー大賞 傾き続ける我が家〜がんばるべぇ さとづか〜 - ディレクター、語り[15]

UHB退社後
- 北海道道「20代が見つけた“充実ライフスタイル”」（NHK札幌放送局 2021年1月15日）[16]
- 北海道スタジアム（NHK札幌放送局） - 弟子屈町代表[17]
- ほっとニュース北海道（NHK札幌放送局） - 「ローカルフレンズ滞在記」2021年6月 弟子屈町ローカルフレンズ[18][19]